# Abbaye de Barbeau
Pour les articles homonymes, voir Barbeau.
L’abbaye de Barbeau est une ancienne abbaye de l'ordre cistercien, située en France à huit kilomètres au sud-est de Melun à côté de la Seine. Elle avait été fondée par Louis VII qui y fut inhumé. Après avoir cessé de fonctionner à la Révolution, elle a été totalement détruite au XIXe siècle. Elle se trouvait sur le territoire de la commune de Fontaine-le-Port.

## Histoire

### Débuts à Seine-Port
Des ermites ayant fondé la chapelle de Saint-Acyre en bord de Seine entre Melun et Corbeil sur l'actuelle commune de Seine-Port, ils la cédèrent en 1145 à l'abbaye cistercienne de Preuilly sise à Égligny, à condition que ses moines y construisent un monastère qui serait nommé Saint-Port - ce qui fut fait. En 1147 Louis VII érigea ce monastère en abbaye, avec pour premier abbé un moine de Preuilly nommé Marlin. L'abbaye est dédiée à la Sainte Vierge et baptisée Sainte-Marie de Barbeau.

### Transfert à Barbeaux
En 1156 l'abbaye était transférée à Barbeaux sur une terre donnée par Louis VII le long de la Seine entre Melun et Fontainebleau. Le titre de sa fondation lui donne le nom de Sacer Portus (Port Sacré, dans la même ligne de pensée que Saint-Port), Sequanae Portus (Seine-Port) et Barbellus (Barbeaux) ; en 1500 on trouvera encore le nom de monastère de Notre-Dame de Saint-Port, dit de Barbeaux dans quelques titres. En 1160 Louis VII fait don à l'abbaye de deux arpents de terre et un clos de vigne à Fontaines.
L'église de l'abbaye fut consacrée en mars 1178 par l'archevêque de Sens Guy de Noyers. Les autels furent consacrés par ses suffragants, celui de Saint Denis par l'évêque de Paris Maurice de Sully, et celui de Saint Martin par Manassès évêque d'Orléans. L'abbaye est désignée officiellement du nom de Sacer Portus de Barbello, « Port Sacré de Barbeau ».
Une ancienne légende dit qu'un pêcheur aurait remonté de la Seine à cet endroit un barbeau à l'intérieur duquel il aurait découvert un diamant — ou selon d'autres versions une bague précieuse que saint Loup, archevêque de Sens, aurait fait tomber dans la Seine ou dans l'Yonne.

### Ascension de l'abbaye
Les bienfaits de Louis VII font dès l'origine de Barbeau une abbaye importante, richement dotée par le roi, et dans laquelle Louis VII est enterré en 1180 ; la reine Adèle lui fait élever un riche mausolée orné d'or, de pierres précieuses, et de perles. Les moines cisterciens possédaient ainsi plusieurs propriétés dans les environs. Au XIIIe siècle, ils possédaient aussi une maison à Melun une maison servant de refuge sur l'Ile de Saint-Étienne. À son apogée, l'abbaye abrite de quarante à cinquante moines. L'abbaye possédait également au XIIe siècle l'hôtel de Barbeau à l'angle de la rue du Fauconnier  à Paris et un fief constitué de quelques maisons en bord de Seine à l'ouest de la rue des Barres.
Vers 1420 l'abbaye est occupée par les Anglais, conduits par le roi Henri V, qui incendièrent les bâtiments, tandis que les moines avaient trouvé refuge à Melun. Ils revinrent sur les lieux vers 1460 et l'abbaye fut reconstruite. En 1546 le cardinal Jean du Bellay en fut le premier abbé commendataire. Charles IX, de passage, eut la curiosité de faire ouvrir le tombeau de Louis VII ; lui et les princes de sang qui l'accompagnaient prirent les bagues et la croix sur collier de la dépouille de Louis VII. Au cours du XVIe siècle la discipline d'origine de la communauté semble s'être fort relâchée, et elle fut rétablie strictement en 1640.
En 1695, le cardinal Guillaume-Egon de Fürstenberg, abbé commendataire, fait reconstruire le tombeau de Louis VII et, à compter de 1701, les bâtiments conventuels par Pierre Delisle-Mansart, architecte du roi. Au milieu du XVIIIe siècle l'abbaye a perdu la plupart de ses moines, mais rapporte à l'abbé une rente de 20 000 livres, et verse une taxe de 4 266 livres à la Cour de Rome. Le clos de vigne donné par Louis VII produit quatre cents pièces de vin dans les bonnes années, et la forêt de Fontainebleau fournit tout le bois nécessaire - mais la chasse y était prohibée sous peine d'exil dans une lointaine dépendance de l'abbaye. En 1785, le trésor de Barbeaux incluait de nombreux reliquaires et présents royaux ; 22 calices d'argent témoignaient de son statut de maison-mère.

### Déclin et fin
Le déclin de l'abbaye, qui la mène en un demi-siècle à sa destruction finale, commence en 1791 quand l'abbaye est expropriée. En 1793 une troupe de sans-culottes menée par l'ancien prêtre défroqué Germain Métier envahit l'abbaye et détruit l'église avec son tombeau royal. Récupérés par l'État, les bâtiments conventuels sont donnés en 1810 à l'Institution de la légion d'honneur qui en fit une maison d'éducation pour les orphelines des membres de l'ordre, dirigée par madame de Lézeau. Sous la monarchie de Juillet, la légion d'honneur les revendit en 1837 à un certain Blondat, négociant, qui les fit démolir pour y construire sa demeure.
De l'ancienne abbaye il ne reste plus aujourd'hui qu'une glacière. Le terrain est occupé par le domaine de Barbeau (qui continue de se faire appeler « abbaye royale » sur leur site malgré l'absence de celle-ci) où se trouve un parc, un restaurant, un club équestre, une ferme, des logements et où des évènements peuvent être organisés.

## Tombeau du roi Louis VII

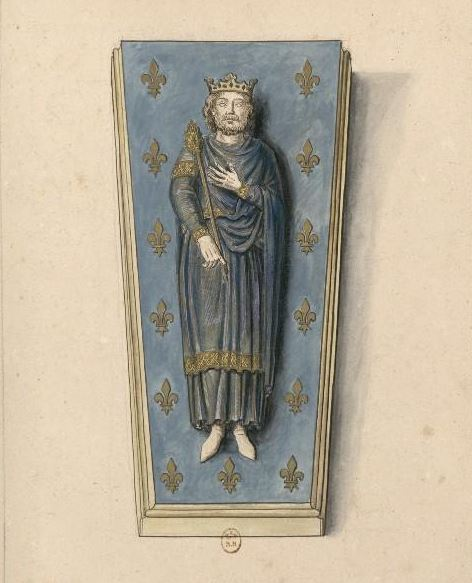
Tombeau de Louis VII au milieu du chœur de l'abbaye de Barbeau.

Le roi Louis VII fut enseveli dans l'église de l'abbaye le 19 septembre 1180. Son tombeau est ainsi décrit : 

« La Reine son épouse fit poser dessus et au niveau du carreau une grande pierre de marbre blanc, avec une inscription convenable. Sur ce marbre était la statue couchée de Louis VII. Cette statue représentait le roi en habits longs, avec un manteau qui descendait jusqu'aux talons. Il portait sur la tête une couronne ouverte, entourée de simples trèfles ; il tenait à la main un sceptre surmonté d'une pomme de pin. Enfin, la reine sa femme, dit un ancien historien, fit faire sur lui, une tombe d'or et d'argent, ornée de pierres précieuses et de merveilleuse œuvre et riche. »

En 1566, le roi Charles IX de France fit ouvrir ce tombeau et y aurait prélevé le mobilier funéraire le plus précieux (une couronne et un sceptre d'or, une croix d'or contenant un morceau de la Vraie Croix et des anneaux d'or).
En 1695, le cardinal Guillaume-Egon de Furstenberg fit reconstruire ce tombeau en marbres de couleurs, et y replaça le gisant d'origine. Il y fit mettre une inscription latine qui se traduit ainsi : « Au Très-Pieux roi des Francs Louis VII, enseveli ici le 19 septembre 1180, la reine Adèle son épouse avait érigé un mausolée autrefois magnifique que reconstruisit pour recueillir ses précieux restes, après qu'il eut été détruit par la vétusté, le Très Éminent, Très Révérend et Très Haut Prince Guillaume Egon, Landgrave de Fürstenberg, Prince-Évêque de Strasbourg, Abbé de ce Monastère royal, en l'an 1695. »
Peu avant la destruction de l'église et du mausolée royal par les sans-culottes en 1793, les restes de Louis VII avaient été mis en sécurité par le procureur de l'abbaye nommé Lejeune, qui sera plus tard curé de Chartrettes ; il les fit remettre dans leur tombeau en 1813, puis obtint leur transfert à la basilique Saint-Denis par le roi Louis XVIII en 1817.
Dans l'église de l'abbaye, jusqu'en 1793, se trouvaient également les tombeaux d'Anselme et d'Amaury, évêques de Meaux, respectivement morts en 1207 et 1223 ; et des jumeaux Jean de Sancerre et Thibaud, fils d'Étienne II de Sancerre, appartenant à la famille royale et tous deux morts noyés au cours d'une baignade dans la Seine, avant 1236. Leur sœur Constance de Sancerre confirma à l'Abbaye de Barbeau, le mercredi avant la fête de Saint-Pierre-aux-Liens 1260 les aumônes que leur père, y avait faites. On pouvait y voir également le tombeau du peintre Martin Fréminet mort en 1619. Depuis sa fondation, cette abbaye comptait une soixantaine d'abbés, et le dernier fut M. Chapt de Rastignac, nommé en 1746.